# Affaire Yannick Frémin
L'Affaire Yannick Frémin est un mouvement social qui a eu lieu dans l'un des établissements du groupe PSA, l'usine Citroën de Rennes, qui a historiquement contribué à la liberté syndicale dans l'usine lors d'actions de la CGT.

## Histoire
L’usine de Rennes ouvre ses portes en 1962 et aux premières élections des délégués du personnel en 1964, 76 % des salariés participent au vote. La CGT obtient 58 % des voix et la CFDT 42 %, alors qu'elle est en pleine effervescence revendicative et toute proche de sa déconfessionnalisation. Stupéfaite, la direction se reprend et lance des pratiques antisyndicales souvent très dures, d'autant que Citroën a hérité d’une tradition de paternalisme social de son actionnaire Michelin (de 1933 à 1974). Yannick Frémin, secrétaire  du syndicat CGT de Citroën, militant de l’action catholique ouvrière (Joc et ACO), organisa et participa, en mars, avril et mai 1966, à des débrayages dans l’usine sur les questions de salaire, de conditions de travail et de respect des libertés syndicales. En décembre 1966, il est giflé par son agent de secteur, puis licencié. C'est l'"Affaire Yannick Frémin". 
Mgr Gouyon, archevêque de Rennes, écrit le 24 décembre 1966 dans Ouest-France que « Toute répression ouverte ou camouflée de l’action syndicale est une atteinte à ce droit fondamental ». Le 5 janvier 1967, une manifestation réunit place des Lices plusieurs milliers de personnes mais le PDG, Pierre Bercot, dans une lettre au maire de Rennes rendue publique au conseil municipal du 30 janvier 1967, justifie les exactions de l’agent de maîtrise. Georges Pompidou, alors Premier ministre, de passage à Rennes, reçoit ensemble la CGT et la CFDT. Citroën est condamné par les tribunaux mais Yannick Frémin n'est pas réintégré,. Le magazine d’information Zoom, diffusé sur la deuxième chaîne de l’ORTF consacra un sujet de 12 minutes à Yannick Frémin le 11 avril 1967.
L'usine de Rennes sera l’une des seules de sa dimension à ne pas connaître de grève générale en 1968. Durant l’été 68, apparaît le syndicat « maison » Sisc (Syndicat indépendant des salariés de Citroën) qui deviendra plus tard la CFT (Confédération française du travail), puis la CSL (Confédération des syndicats libres) et aujourd’hui le SIA (Syndicat indépendant de l’automobile).
La répression continue l'année suivante : ainsi Yves Gaillot, délégué syndical, fut licencié le 3 janvier 1969 pour « insuffisance professionnelle », assortie du reproche d’une faute vieille de dix ans et Michel Méance, syndiqué de la CGT fut mis à pied au printemps 1969. 
Ouest-France rapporte ces pressions, brimades, mises à pied de salariés et en fera son titre de première page à deux reprises : les militants qui distribuent des tracts aux heures d’entrée et de sortie du personnel sont agressés physiquement par les agents de maîtrise. 
Yannick Frémin prit la parole lors du meeting unitaire au nom de l’ensemble des organisations syndicales (CGT, CFDT, FO, FEN, CDJA et MODEF) du 30 juin 1970 contre les agissements fascistes et pour le respect des libertés syndicales. Toujours à Rennes, en mars 1971, une distribution de tracts CGT à la sortie des usines Citroën est empêchée avec violence. Les partis politiques de gauche (PCF, PS et PSU) dénoncent cette action. Dès les élections municipales de 1971, la liste « Rennes socialiste » obtient 25 % des voix et se déclare comme « solidaire des travailleurs » et organise à la sortie une distribution de tracts très médiatisée qui se heurte violemment aux « gros bras » de l’usine. Un affrontement particulièrement violent se déroule aussi à l'usine Saviem de Rennes avec les gros bras de la future CFT, alors qu'a eu lieu dans une autre usine, à Caen, la grève de la Saviem en janvier 1968, pour une augmentation de salaire. 
Le 30 août 1972 un délégué CGT Hurault fut blessé alors qu’il distribuait des tracts devant l’entreprise. La situation créée par le patronat souleva l’indignation d’une partie de plus en plus grande de l’opinion rennaise. Dans les années 1970, la politique offensive de l’encadrement et l’absence de tradition ouvrière[réf. nécessaire] des salariés provoquent les reculs de la CGT et la disparition de la CFDT.

## Conséquences
La section rennaise de la Ligue Communiste, qui avait connu une explosion de ses effectifs dans les lycées entre 1968 et 1973, souhaitait s’implanter dans la « classe ouvrière locale » et vit dans l'usine Citroën, l'une des rares importantes de la ville, "l’une des places fortes du capitalisme en France", dont le contrôle était absolument indispensable dans la perspective d’une crise révolutionnaire. Dans une autre usine de l'Ouest, à Caen, la grève de la Saviem en janvier 1968, pour une augmentation de salaire avait eu beaucoup plus de succès qu'à Rennes. 
Les militants de la Ligue Communiste essayèrent pendant plusieurs années de travailler au corps cette « forteresse » rennaise depuis l’extérieur: le congrès local d’octobre 1972, décida même de faire de l’intervention sur Citroën l’axe stratégique principal pour se développer, en s'inspirant des distributions de tracts "pionnières" de Rennes-Révolutionnaire, des exclus du PCMLF, de l’hiver 1971, qui avait déclenché une intervention musclée de la part de la maîtrise et de la CFT, le 11 février 1971. Au sein de la section locale fondée en 1967, une minorité refusa d’ailleurs de prendre part à ce qu’elle considérait comme une « dérive ultra-volontariste », jugeant que quelques victoires sur le plan « militaire », ne permettaient de gagner une audience dans l'entreprise.
Un service d’ordre fut organisé avec 70 militants dont une trentaine de parisiens, casqués et armés de barres de fer, en espérant qu'une telle démonstration de force serait suffisante pour dissuader les militants de la CFT d'empêcher la diffusion des tracts, dont le contenu visait autant la direction que la CFT perçue comme son bras armé. La première diffusion se déroula sans incident notable. Mais celle du 13 mai 1971, engendra une violente bagarre entre militants trotskistes et membres de la CFT, au cours duquel trois militants de la Ligue Communiste furent interpellés par les forces de l'ordre. Lors du procès qui eut lieu deux ans plus tard au mois de janvier 1973 les trois militants inculpés furent reconnus coupables de « violences aggravées » et condamnés à des peines de prison avec sursis ce qui mit un terme à ces « opérations commandos ». Au cours des mêmes années à Renault-Sandouville, un travail similaire d'implantation volontariste obtint, lui, des recrutements ouvriers.